# La Voix de la tourterelle
La Voix de la tourterelle (The Voice of the Turtle) est une pièce de théâtre américaine de John Van Druten, créée à Broadway en 1943.

## Argument
Au début d'un week-end de printemps, dans son appartement new-yorkais, Sally Middleton raconte ses peines de cœur à son amie Olive Lashbrooke. Cette dernière a donné rendez-vous sur place à un sergent de l'armée, Bill Page, bénéficiant d'une permission pour ce week-end. Mais un imprévu oblige Olive à s'absenter au dernier moment, laissant seuls Sally et Bill. Ce dernier ayant eu également des déboires amoureux, les deux se confient l'un à l'autre et se découvrent...

## Fiche technique
- Titre : La Voix de la tourterelle
- Titre original : The Voice of the Turtle
- Auteur et metteur en scène : John Van Druten
- Décors : Stewart Chaney
- Costumes : Bianca Stroock
- Date de la première représentation : 8 décembre 1943
- Date de la dernière représentation : 3 janvier 1948
- Nombre de représentations : 1.557
- Lieux des représentations : Morosco Theatre (8 décembre 1943 –13 octobre 1947), Martin Beck Theatre (15 octobre 1947 – 22 novembre 1947), Hudson Theatre (25 novembre 1947 – 3 janvier 1948), Broadway

## Personnages / Distribution originale
- Bill Page : Elliott Nugent
- Sally Middleton : Margaret Sullavan
- Olive Lashbrooke : Audrey Christie

Remplacements en cours de production
- Bill Page : John Beal (?-1er juin 1946), Alan Baxter (3 juin 1946-?)
- Sally Middleton : Martha Scott (?-1er juin 1946), Beatrice Pearson (3 juin 1946-?), Betty Field (?), Phyllis Ryder (?)
- Olive Lashbrooke : Vicki Cummings (?)

## Reprises (sélection)
- 1945 : La Voix de la tourterelle (Turturduvans rös), création suédoise, avec Håkan Westergren (Bill Page), Inga Tidblad (Sally Middleton) (Théâtre dramatique royal, Stockholm)
- 1948 : La Voix de la tourterelle, création française, avec Jean-Pierre Kérien (Bill Page), Arlette Thomas (Sally Middleton) (Théâtre de l'Œuvre, Paris)
- 1967 : La Voix de la tourterelle (The Voice of the Turtle), reprise, avec John Kelso (Bill Page), Terry Moore (Sally Middleton) (tournée américaine)

## Adaptation au cinéma
- 1947 : L'Aventure à deux (The Voice of the Turtle) d'Irving Rapper, avec Ronald Reagan (Bill Page), Eleanor Parker (Sally Middleton), Eve Arden (Olive Lashbrooke)